# Mitromorpha suarezi
Mitromorpha suarezii é uma espécie de gastrópode  da família Mitromorphidae. É endémica de São Tomé e Príncipe na ilha do Príncipe.
O largura de concho é 4,7 mm.